# Daniel Fernández Méndez
Daniel Fernández Méndez (Cardel, Veracruz; 20 de agosto de 1965). Beisbolista mexicano que jugó en la Liga Mexicana de Béisbol y en la Liga Mexicana del Pacífico, en la posición de Jardinero central.

## Biografía
Fue el tercero de seis hermanos. Desde muy pequeños, su padre José Fernández Viveros, les enseñó a jugar béisbol. Debido a su situación económica, jugaban con pelotas hechas con bolas de papel periódico envueltas con hilos que su mamá, Anastasia Méndez, usaba para tejer.
Aproximadamente a los 10 años, jugaba en un equipo regional infantil, un amigo de su padre quedó sorprendido con las facultades de él y sus hermanos y les comentó que tenía un conocido en la Liga Veracruzana, donde seguro podrían destacar. Daniel destacó en dicha liga y fue invitado a jugar en varios lugares representando a su estado, destacando el Mundial Infantil de Béisbol en 1976, en la Ciudad de México. 
A los 14 años, recibió una invitación para probarse con los Rojos del Águila de Veracruz donde demostró sus habilidades durante 2 años y a los 16 fue enviado a la "Academia de Pastejé". Poco después recibió la noticia de que había sido contratado por los Diablos Rojos del México, aunque lo mandaron a sus sucursales en Sonora. 
Para 1984, los Diablos decidieron mandarlo a los Cafeteros de Córdoba, pues los Diablos contaban con mucho personal. Se ganó el reconocimiento de la afición y fue nominado a novato del año, sin embargo, llegó un jugador extranjero y fue mandado a la banca, por lo que no alcanzó los turnos para recibir dicho premio.
Para 1985, se convirtió en miembro de los Diablos, equipo en el que permaneció durante toda su carrera, se volvió un ídolo de la afición y con el que cosechó todos los éxitos de su carrera. 
En la Liga Mexicana del Pacífico su última temporada fue la 2004-2005. Destacó con los Venados de Mazatlán, aunque también jugó con los Cañeros de Los Mochis y Naranjeros de Hermosillo.
Para la temporada 2008, fue designado como el nuevo mánager de los Diablos, después de haber tenido el bicampeonato con los Diablos Rojos de Tepic de la Liga del Noroeste, en 2005 y 2006 y después en la Temporada 2008-2009. Sin embargo, se anunció que seguiría jugando. El 19 de marzo, en el juego inaugural de la temporada 2008 en el Foro Sol, después de jugar una entrada completa, anunció su retiro ante una afición sorprendida pero que le ofreció una gran ovación.
Su último turno al bat fue una base por bolas, posteriormente se robó la base y anotó su última carrera con un home run de su compañero Iván Terrazas.
En su primera temporada como mánager en la Liga Mexicana de Béisbol resultó campeón con el México, venciendo en la Serie Final a los Sultanes de Monterrey, además fue elegido por votación Mánager del año de la Temporada 2008. 
Hizo campeón de nuevo a los Diablos Rojos de Tepic en la temporada 2008-2009 en la Liga de Béisbol del Noroeste de México, logrando así este equipo 3 torneos ganados con Daniel Fernández como mánager las 3 ocasiones.

## Logros en la LMB
- Líder en carreras anotadas (1873)
- Sublíder en bases robadas (479)
- Sublíder en triples (111)
- 4° lugar en hits conectados (2684)
- 8° lugar en dobles (388)
- 26 temporadas jugadas (mayor cantidad para un jardinero)
- 15 Juegos de Estrellas
- Más play offs jugados (22)
- Más play offs jugados para un solo equipo (22)
- Más play offs jugados en forma consecutiva (15, 1985-1999)
- Más Series Finales jugadas (12)
- Más Series Finales ganadas (7)

## Curiosidades en su carrera
- Cuando rompió el récord de carreras anotadas, que tenía antes Héctor Espino, lo hizo con un home run. Lo curioso es que por su físico, Daniel no se destacaba dando estos batazos, apenas y pasó de los 50 en toda su carrera.
- Nuevamente, cuando los Diablos se cambiaron de estadio al Foro Sol, él fue el primer diablo en dar home run en ese estadio, a pesar de que los Diablos contaban con muchos cañoneros de gran poder.

- Datos: Q5798343